# Kwakus Kwebbel Show
De Kwakus Kwebbel Show is een 15 minuten durende computergestuurde poppenshow in het Wassenaarse attractiepark Duinrell. De voorstelling ging in première op 9 juni 1988 in het bijzijn van de stemacteurs. De show is de opvolger van de Insectenshow. Joost Timp, de zoon van Mies Bouwman, schreef de teksten en bedacht de liedjes. De opnames vonden plaats in de Wisseloordstudio's in Hilversum, volgens een krantenartikel "om het niet te blikkerig te laten klinken".
De Kwakus Kwebbel Show bevindt zich in het themagedeelte 'Rick's Avonturenburcht'. Bij de opening heette dat gedeelte van Duinrell nog 'Wonderland'. Vanaf 11.00 uur tot een uur voor het sluiten van het park (16.00/17.00 uur) is de show elk uur te zien. 

## Personages
In de Kwakus Kwebbel Show komen de volgende figuren voor:
- Kwakus Kwebbel (Nico Haak)
- De Mol (Gerard Cox)
- De Kever (Gerard Cox)
- De Krekel (Bonnie St. Claire)
- De Lieveheersbeestjes (José Hoebee, Bonnie St. Claire)
- De Vlieg (Joost Timp)
- De Libelle (José Hoebee)
- De Rock 'n' Roll Bijen (José Hoebee, Bonnie St. Claire)
- De Zingende Bloemen (koor)

## Indeling
De Kwakus Kwebbel Show is een zaal met lage bankjes. Voorin staat een soort podium met een doek ervoor. Het enige dat je ziet zijn de handen van de Mol. Aan de wanden van de zaal staan de teksten van de liedjes die de dieren zingen. Op het moment dat dat liedje komt, schijnt er een spotje op de juiste tekst.

## Verhaallijn
Waarschuwing: Onderstaande tekst bevat de omschrijving van de show.
Het gaat over Kwakus Kwebbel die -in zijn ei- heerlijk woont aan het water in Duinrell. Hij is gek op water en gaat daarom vaak in bad. In het begin van de show komt Kwakus Kwebbel Meneer Mol tegen. Meneer Mol is behoorlijk geïrriteerd vanwege een bult op zijn hoofd. Tijdens de show gaat Meneer Mol op zoek naar de veroorzaker van deze enorme bult. Ieder dier dat langs komt moet het ontgelden. Echter, niemand weet hoe Meneer Mol aan deze bult komt. Ondertussen leren we de dieren steeds beter kennen en aan het eind van de show weten we dan eindelijk wie de veroorzaker van die bult is.
Afbeeldingen · Lijst van attracties